# Cerceris
Genre
Les Cerceris forment un genre d'insectes hyménoptères ressemblant à de petites guêpes, mais ils sont plus proches des abeilles que des guêpes sociales auxquelles ils font penser. Ces espèces de parasitoïdes sont solitaires. Plus de mille espèces ont été décrites, autant restent vraisemblablement à découvrir. Plus de 26 espèces ont été répertoriées rien qu'en France. Les adultes sont nectarivores mais leurs larves sont carnivores.

## Reproduction
Les femelles pondent dans des galeries de 10 à 20 centimètres de profondeur, aménagées à même le sol. Elles accompagnent leur œuf d'une proie (larve ou imago) vivante mais paralysée par une piqûre. La larve se développe en dévorant la victime vivante. Chaque espèce de Cerceris choisit ses proies parmi une ou quelques espèces précises. Les espèces les plus chassées sont des coléoptères, mais certaines espèces chassent aussi des abeilles de la famille des Halictidae. Certaines espèces de diptères ou de Chrysididae du genre Hedychrum sont des parasites de leur ponte.

## Liste des espèces
D'après Fauna Europaea :
- Cerceris abdominalis
- Cerceris albicolor
- Cerceris albofasciata
- Cerceris amathusia
- Cerceris angustirostris
- Cerceris arenaria
- Cerceris bellona
- Cerceris bicincta
- Cerceris boetica
- Cerceris bracteata
- Cerceris bucculata
- Cerceris bupresticida
- Cerceris cheskesiana
- Cerceris circularis
- Cerceris concinna
- Cerceris dispar
- Cerceris dorsalis
- Cerceris dusmeti
- Cerceris elegans
- Cerceris eryngii
- Cerceris euryanthe
- Cerceris eversmanni
- Cerceris fimbriata
- Cerceris flavicornis
- Cerceris flavilabris
- Cerceris flaviventris
- Cerceris fodiens
- Cerceris hortivaga
- Cerceris ibericella
- Cerceris impercepta
- Cerceris interrupta
- Cerceris lunata
- Cerceris maculicrus
- Cerceris media
- Cerceris odontophora
- Cerceris quadricincta
- Cerceris quadrifasciata
- Cerceris quinquefasciata
- Cerceris rossica
- Cerceris rubida
- Cerceris ruficornis
- Cerceris rutila
- Cerceris rybyensis
- Cerceris sabulosa
- Cerceris somotorensis
- Cerceris specularis
- Cerceris spinipectus
- Cerceris stratiotes
- Cerceris tenuivittata
- Cerceris tuberculata